# Nesyt africký
Nesyt africký (Mycteria ibis nebo Pseudotantalus ibis) je velký pták z čeledi čápovitých.

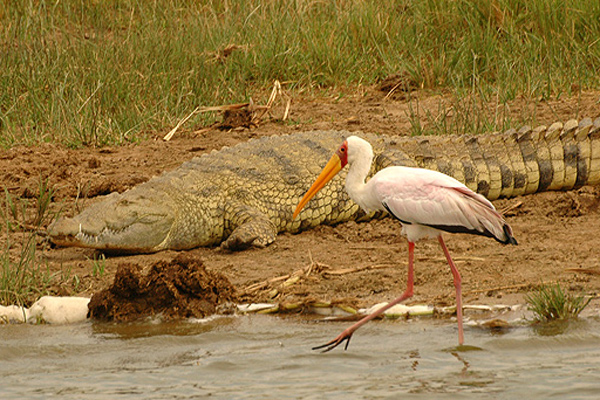
Nesyt lesní na okraji jednoho z ugandských jezer.

Je velký přibližně jako čáp bílý, dorůstá 95–105 cm, váží 1,9–2,9 kg a v rozpětí křídel měří 150–165 cm. Je převážně bílý, má černá křídla a ocas, růžové končetiny, velký žlutý zobák a nápadnou červeně zbarvenou kůži na obličeji. Ve svatebním šatě má jeho bílé opeření na těle navíc výrazný růžový odstín. Obě pohlaví jsou zbarvena stejně, mladí ptáci jsou šedohnědí, mají hnědý zobák a končetiny a oranžově zbarvenou kůži na obličeji.

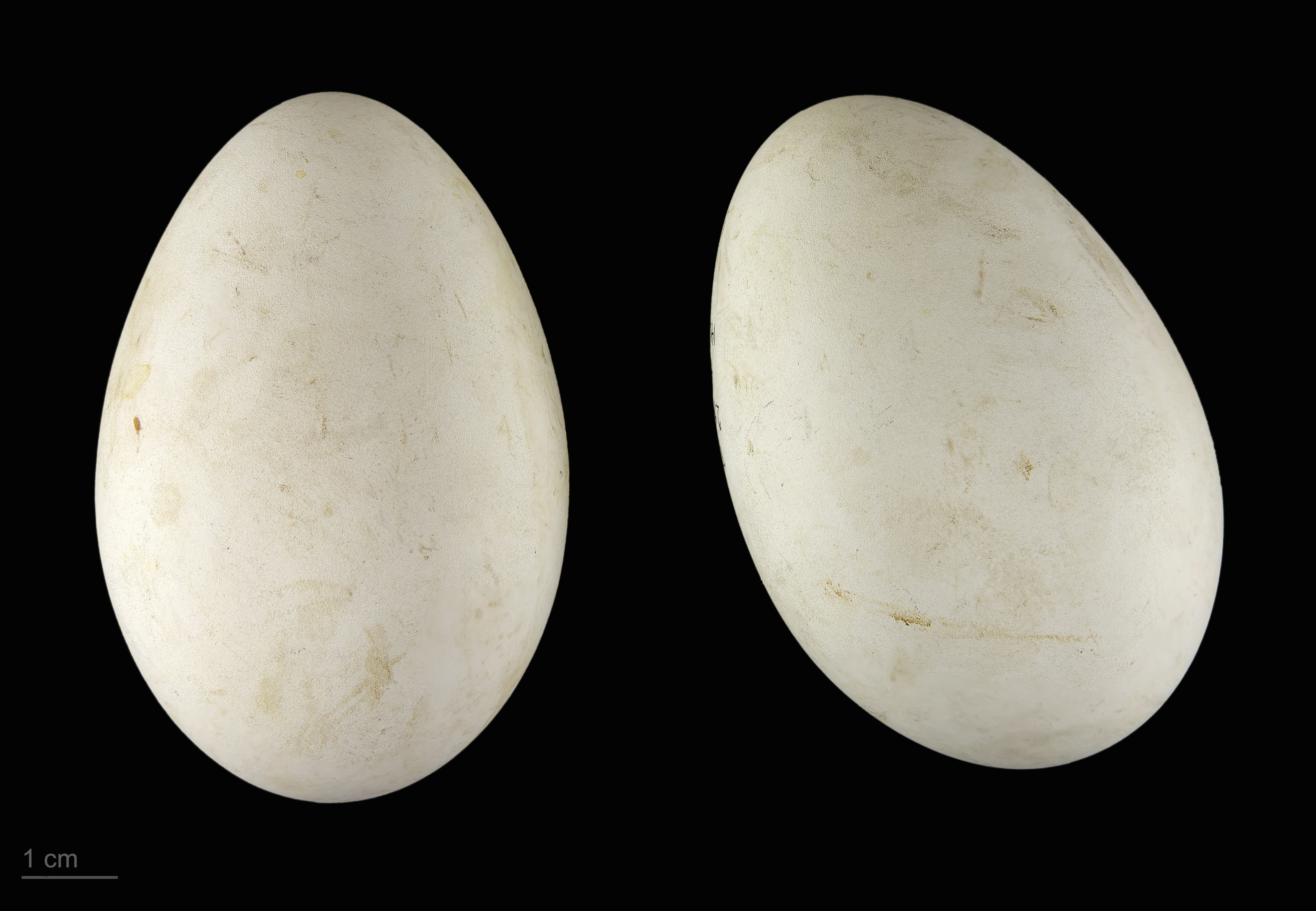
Mycteria ibis

Nesyt africký se vyskytuje na rozsáhlém území subsaharské Afriky a v západní části Madagaskaru. K životu preferuje mokřady, břehy jezer a řek a zaplavené oblasti.
Jedná se o společenský druh, který se ve volné přírodě většinou zdržuje v menších skupinách. Pomalu prochází mělká dna vodních ploch a vyhledává ryby, korýše, žáby, hmyz a červy, kterých se zmocňuje rychlým škubnutím hlavou.
Na stavbě objemného hnízda, které bývá umístěno vysoko na stromě, se vždy podílí samec i samice. Krátce po jeho dokončení do něj samice klade 2–3 vejce, na kterých sedí střídavě se svým partnerem přibližně po dobu 30 dní.

## Chov v zoo
Tento druh je chován ve více než 40 evropských zoo, takže nepatří k častým chovancům. V Česku je k vidění ve čtyřech zoo:
- Zoo Dvůr Králové
- Zoo Plzeň
- Zoo Praha
- Zoo Zlín

### Chov v Zoo Praha
První jedinci tohoto druhu byli v Zoo Praha chováni v rozmezí let 1974 a 1982. V roce 1974 totiž do Prahy byli přivezeni dva ptáci pocházející z volné přírody, konkrétně z odchytů Ing. Vágnera v Africe, takže se zvířata dostala do Prahy přes Zoo Dvůr Králové. Poté následovala pauza až do roku 2002, kdy se nesyt africký do pražské zoo vrátil (příchod dvou párů). První úspěšný odchov byl zaznamenán o dalších pět let později, tedy v roce 2007. Od té doby se daří nesyty úspěšně odchovávat pravidelně. Ke konci roku 2018 byl chován samec a dvě samice. V květnu 2019 byla skupina doplněna o samce a samici ze Zoo Zlín.